# グラフォア

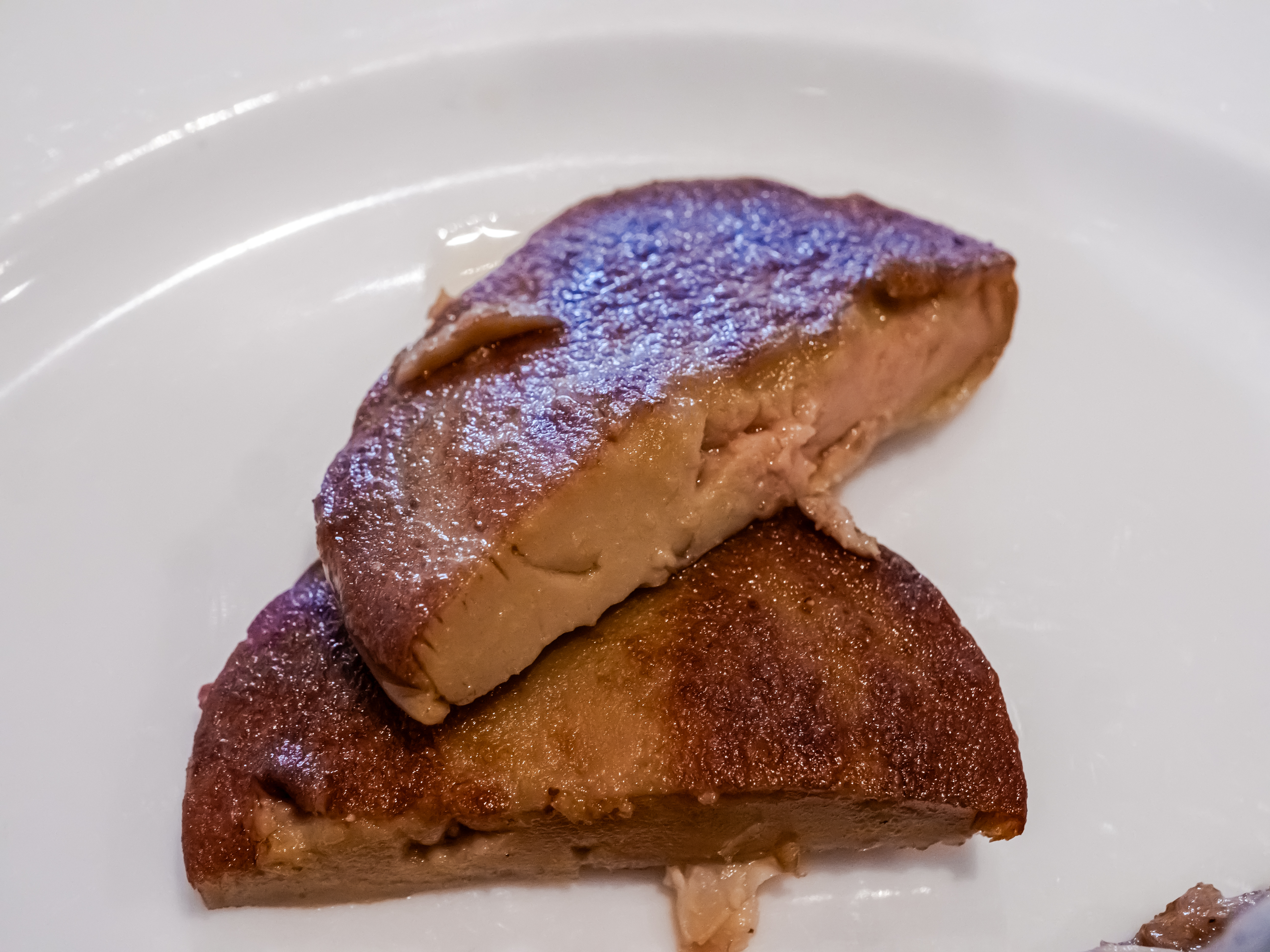
グラフォアのソテー

グラフォア（Gras Foie）は、日本ハムが開発した代替フォアグラ。

## 概要
フォアグラは、その製造方法からヨーロッパでは主要生産国で生産を禁止する国や地域が増加しており、持続的な提供が困難であるという課題がある。
日本ハムでは、需要閑散期に活用しきれていない鶏のレバーを利用して、フォアグラの濃厚な旨みとなめらかな食感を再現した。
日本ハムでは、2024年内にヨーロッパで試験販売を行うと共に、2027年をめどに製法などの国際特許を取得し、ヨーロッパでの生産と本格販売を行う計画となっている。

## 開発の経緯
日本ハムでは、2018年より社内からアイデアを募る取り組み「開発甲子園」を実施している。自薦他薦でエントリーした若手研究員のアイデアのうち、「予選」を勝ち抜いたものは最終的に経営陣ら20人にプレゼンと試食の提供を行う。
グラフォアは、ハム・ソーセージ研究開発課に所属する上野瑞城が出したアイデアであり、2022年に準優勝を獲得している。発案のきっかけは、上述のようなフォアグラへの世界的な批判とフードロス問題であった。
フォアグラの生産量は世界的に減り、日本が輸入するフォアグラも3分の1ほどに減少していたが、フォアグラの需要はそこまで減っておらず、ホテルやフレンチレストラン向けに活動している営業からは、フォアグラが入荷してこなくなり困っている顧客がいるという声も上がってきていた。また、日本ハムでは加工前の肉を自社生産して販売したり、外食産業向けの卸販売を行っているのだが、その実績から鶏レバーは焼き鳥などの需要が旺盛な夏には売れるが、冬場は売り上げが伸び悩む傾向にあった（実際の数値は非公開）。閑散期には余剰となった鶏レバーを飼料に混ぜ込むなど工夫を重ねていたものの、更なる活用が期待されてもいた。
日本ハム自体が「エンタメ」「ウエルネス」「サステナブル」の3軸での新規事業を展開していた時期でもあり、サステナブル事業との相性が良いことから、商品化が進められた。フォアグラ特有の食感などを再現するために試作を繰り返すと共に、合わせるソースも開発し、最終的には「フォアグラの常識を覆す」というコンセプトから「グラフォア」という名称が考案された。
日本ハムは、2023年3月にグラフォアの発表を行うと共に、クラウドファンディングサービスのMakuakeでテスト販売を行う。想定していた販売目標（50万円）は1日で達成する。同年6月にはマクアケ社のD2Cサイト「Meatful」で発売を行い、個人向けや業務用として人気となった。